# Pujungan
Pujungan is een bestuurslaag in het regentschap Tabanan van de provincie Bali, Indonesië. Pujungan telt 6191 inwoners (volkstelling 2010).